# Années manquantes
Les années manquantes dans le calendrier hébreu font référence à une discordance chronologique de 164 ans entre les chronologues talmudiques pour la destruction du Premier Temple en l'an 3338 du calendrier hébraïque (soit en en -423 du calendrier grégorien) car l’an 0 n’existe pas et on passe de +1 à -1, tandis que la datation séculaire moderne la date en l'an 3174 AM (soit 587 av. J.-C.).

## Destruction du Premier Temple
Les Chroniques babyloniennes (en) et les livres bibliques des Chroniques indiquent que Nabuchodonosor a pris Jérusalem à une date que les chercheurs laïques ont tenté de déterminer.
Les Chroniques babyloniennes, publiées par Donald Wiseman (en) en 1956, ont permis d'établir que Nabuchodonosor aurait pris Jérusalem pour la première fois le 2 Adar (16 mars) 597 av. J.-C..
Les Chroniques, avec les noms des rois juifs, sont tirées d'une tablette cunéïforme qui constitue une partie de la Chronique babylonienne (605-594 av. J.-C.) située au British Museum. Pour la traduction en anglais, on peut se rapporter aux lignes 11 à 13 au verso de la chronique concernant les premières années de Nabuchodonosor II :
« La septième année de Nabuchodonosor (599 av. J.-C.), au mois de Kislev (novembre / décembre), le roi de Babylone réunit son armée et, après avoir envahi le pays de Hatti (Syrie du Nord et Anatolie du Sud), il assiégea la ville de Juda. Le deuxième jour du mois d'Adar (mars), il a conquis la ville et fit prisonnier le roi (Jeconiah). Il installa à sa place un roi (Sédécias) de son choix et, après avoir reçu un riche tribut, il se rendit à Babylone. »
Dans la Bible, on lit dans Deuxième Livre des Chroniques, chapitre 36, versets 6 à 10 :
« 6 Nabuchodonosor, roi de Babylone, marcha contre lui [Joïakim], et le fit jeter dans les fers pour l’amener à Babylone. 7 En outre, Nabuchodonosor emporta à Babylone une partie des vases de la maison de l’Éternel et les déposa dans son sanctuaire à Babylone. 8 Les autres faits et gestes de Joïakim, les abominations qu’il commit, tout ce qu’on peut relever contre lui, sont consignés dans le livre des Rois d’Israël et de Juda. Son fils Joïachin régna à sa place. 9 Agé de huit ans à son avènement, Joïachin régna trois mois et dix jours à Jérusalem. Il fit ce qui est mal aux yeux de l’Éternel. 10 Au renouvellement de l’année, le roi Nabuchodonosor donna ordre de l’amener à Babylone en même temps que les vases précieux du temple de l’Eternel, et il établit son frère Sédécias comme roi de Juda et de Jérusalem. »
Avant la publication en 1956 des Chroniques babyloniennes par Donald Wiseman (en), Edwin R. Thiele avait déterminé à partir des textes bibliques que la prise initiale de Jérusalem par Nabuchodonosor aurait eu lieu au printemps 597 av. J.-C., alors que d' autres chercheurs, y compris William F. Albright, ont daté d'un an plus tôt l'événement, en 598 av. J.-C..
De la date du premier siège de Jérusalem vers 597 av. J.-C. jusqu'à la date de la destruction du Premier Temple, il faut recourir aux sources bibliques.
2Ch 36,11 dit :
« 11. Sédécias avait vingt et un ans lorsqu'il commença à régner; et il régna onze ans à Jérusalem. »
La date de la deuxième chute de Jérusalem a fait l'objet d'un certain débat entre deux choix : 587 av. J.-C. ou 586 av. J.-C.. Bien qu'il ne soit pas contesté que Jérusalem soit tombée pour la deuxième fois au cours du mois d'été de Tammouz (Jr 52,6),
Albright date la fin du règne de Sédécias (et de la chute de Jérusalem) à 587 av. J.-C., tandis que Thiele propose un an plus tard, en 586 av. J.-C..
Le calcul de Thiele est basé sur la présentation du règne de Sédécias sur une base d'accession au trône, qui a été utilisée pour la plupart, mais pas tous, les rois de Juda.
Dans son cas, l'année où Sédécias accéda au trône serait sa première année partielle; sa première année complète serait en 597/596 av. J.-C., et sa onzième année, l'année de la première chute de Jérusalem, serait en 587/586 av. J.-C..
Puisque les années de règne de Juda ont été comptées à partir de Tichri en automne, cela marquerait la fin de son règne et la prise de Jérusalem à l'été 586 av. J.-C.,.

## Datation dans leSeder Olam Rabba

### Deux ans de différence dans le calendrier hébreu
L'ouvrage rabbinique intitulé « Seder Olam Rabba » et constitué au IIe siècle, donne la base du décompte du calendrier hébraïque, et interprète la prophétie de soixante-dix semaines de Da 9,24–27 comme se référant à une période de 490 ans — où la « semaine » correspond à une période de sept ans — qui s'écoulerait entre la destruction du premier et celle du deuxième temple.
Ceci est utilisé pour dater la première destruction du Premier Temple en 423 av. J.-C. (l'an 3338 du calendrier hébraïque) - environ 165 ans après la datation scientifique actuelle de la première destruction. La différence entre ces deux dates est appelée « années manquantes ».
Aujourd'hui, la datation hébraïque place la Création du monde vers la fin de la "première année" de l'Anno Mundi et la première année de vie d'Adam en "deuxième année" AM. Cependant, pour le Seder Olam Rabba, la première année de vie d'Adam se situe en "l'année zéro" AM et la datation hébraïque commence à compter de cette date.
Cela peut signifier que la datation hébraïque a changé au cours de l'histoire, de telle sorte que la datation traditionnelle des événements antiques apparaissent deux ans plus tôt que la datation hébraïque moderne.
La tradition rabbinique dit que le Premier Temple a été détruit en l'an 3338 AM et que le Second Temple a été détruit en l'an 3828 AM. La durée de la différence depuis la date de la première chute de Jérusalem en 586 av. J.-C. varie de + ou - un an si on tient compte ou non du décalage de calendrier :
|                      | Destruction du Premier Temple             | Destruction du Premier Temple |                                           | Destruction du Second Temple | Destruction du Second Temple | Durée de cette différences d'années manquantes |
| Calendrier hébraïque | équivalences dans le calendrier grégorien | Calendrier hébraïque          | équivalences dans le calendrier grégorien |                              |                              | Durée de cette différences d'années manquantes |
| -------------------- | ----------------------------------------- | ----------------------------- | ----------------------------------------- | ---------------------------- | ---------------------------- | ---------------------------------------------- |
| sans décalage        | 3338 AM                                   | 423 av. J.-C.                 | ↔ 490 ans                                 | 3828 AM                      | 68 ap. J.-C.                 | de -586 à -423 = 163 ans                       |
| avec décalage        | 3339 AM                                   | 422 av. J.-C.                 | ↔ 490 ans                                 | 3829 AM                      | 69 ap. J.-C.                 | de -586 à -422 = 164 ans                       |
| avec décalage        | (ou 3340 AM)                              | (ou 421 av. J.-C.)            | ↔ 490 ans                                 | (ou 3830 AM)                 | (ou 70 ap. J.-C.)            | de -586 à -421 = 165 ans                       |

|                                    | Destruction du Premier Temple | Destruction du Premier Temple |                      | Destruction du Second Temple | Destruction du Second Temple |
| Calendrier hébraïque (équivalence) | Calendrier grégorien          | Calendrier hébraïque          | Calendrier grégorien |                              |                              |
| ---------------------------------- | ----------------------------- | ----------------------------- | -------------------- | ---------------------------- | ---------------------------- |
| sans décalage                      | 3171 AM                       | 587 av. J.-C.                 | ↔ 657 ans            | 3828 AM                      | 70 ap. J.-C.                 |
| avec décalage                      | 3172 AM                       | 587 av. J.-C.                 | ↔ 657 ans            | 3829 AM                      | 70 ap. J.-C.                 |
| avec décalage                      | (ou 3173 AM)                  | 587 av. J.-C.                 | ↔ 657 ans            | (ou 3830 AM)                 | 70 ap. J.-C.                 |

### Les «années manquantes» et Daniel
Une explication populaire des années manquantes suggère que les sages juifs ont interprété la prophétie de Da 9,24–27 comme signifiant qu'il y aurait une durée de 490 ans entre la destruction du Premier Temple et la destruction du Second Temple et, calculant à reculons depuis la destruction du Second Temple en 3828 AM, ils ont daté à tort la destruction du Premier Temple en 3338 AM (3828 - 490 = 3338).
Une autre explication affirme que les Juifs auraient modifié la date afin de cacher la vraie date de "l'oint" (Mashiah) mentionnée dans Da 9,25. D'autres apologistes ont affirmé que la datation avait bien été modifiée pour l'une ou l'autre raison et devait être comprise comme une fable et non comme un fait historique.
,
Ces explications viennent de la signification ambiguë du mot « semaine » en hébreu, qui signifie « heptade », ou groupe de sept. Le mot hébreu pour « semaine » est utilisé pour désigner des périodes aussi bien de sept jours que de sept ans.
La compréhension de ces 490 ans se trouve également dans Seder Olam.
Les chrétiens ont également interprété ces versets comme des années et les relient à Jésus, bien que l'interprétation de Rashi soit telle qu'elle confirme la tradition selon laquelle l'oint en question est le roi perse Cyrus.
Voir aussi : Prophétie des soixante-dix semaines

## Divergences

### Erreurs dans la datation hébraïque ou séculière
Si l'on suppose que les dates traditionnelles sont basées sur le calendrier hébreu standard, alors les dates séculières traditionnelles et modernes ne peuvent être correctes.
Les tentatives de rapprochement des deux systèmes doivent indiquer que l’un ou les deux comportent des erreurs.

#### Longueurs de règne manquantes dans la datation hébraïque
En ce qui concerne la date de destruction du Premier Temple, les chercheurs séculiers constatent la différence de 164 ans entre la date traditionnelle (cal. greg. : 423 av. J.-C., cal. hébr. : 3338 AM) et la date séculière (587 av. J.-C., 3171 AM), due au fait que les sages juifs ont perdu plusieurs longueurs de règne de rois perses sous le règne de l'Empire persan sur Israël.
Les chercheurs séculiers modernes comptent dix rois perses dont les règnes additionnés totalisent 208 ans.
En revanche, les anciens sages juifs ne mentionnent que quatre rois perses, totalisant 52 ans. Les règnes de plusieurs rois perses semblent être absents des calculs traditionnels.

#### Années manquantes dans la tradition juive
Le rabbin Azariah dei Rossi a publié un ouvrage v. 1573 ap. J.-C. et intitulé Me'or Einayim. Il fut probablement la première autorité juive à affirmer que la datation traditionnelle hébraïque des années précédant le Second Temple n'était pas historiquement précise :262,,:77.
Le rabbin Nachman Krochmal a publié un ouvrage en hébreu en 1851 et intitulé Guide to the perplexed of our times (Guide sur la perplexité de notre époque). Il est d'accord avec dei Rossi, pointant le nom grec Antigonos mentionné au début d'Avot comme preuve qu'il a dû y avoir une période plus longue pour expliquer ce signe d'influence hellénique. Il postule que certains livres de la Bible tels que Ecclésiaste et Isaïe ont été écrits ou rédigés au cours de cette période.
Le rabbin David Zvi Hoffmann (1843-1921) souligne que la Michna d'Avot (1:4) utilise le pluriel «accepté d'eux» pour décrire la chaîne de la tradition, même si la Mishna précédente ne mentionne qu'une personne. Il postule qu'il doit y avoir une autre Mishna mentionnant deux sages qui a ensuite été enlevé plus tard.
Il a été noté que le récit traditionnel de l'histoire juive montre une discontinuité au début du 35e siècle (3500 ans) : le récit de Seder Olam Rabba n'est complet que jusqu'à cette époque.
Il a été postulé que cet ouvrage avait été écrit pour compléter un autre ouvrage historique, sur les siècles suivants jusqu'à l'époque de l'empereur romain Hadrien (117 – 138 ap. J.-C.), qui n'existe plus.
Il semble que les systèmes de datation juifs ne soient apparus qu'au 35e siècle, de sorte que des archives historiques précises n'auraient naturellement existé qu'à partir de cette époque.
Le système Minyan Shtarot, utilisé pour dater les documents officiels juifs, a débuté en 3449.
Selon la thèse de Lerman, le décompte des années "depuis la Création" a été établi à peu près à la même époque (voir Birkat Hachama).
Il a également été avancé que certains calculs dans le Talmud calculent mieux en fonction de la datation séculaire.
Les rabbins modernes proposent deux harmonisations possibles :
- Le rabbin Shimon Schwab désigne les mots "scelle les mots et ferme le livre" du livre de Daniel comme un commandement positif pour obscurcir les calculs de la date de la venue du Messie mentionné en son sein[16]. Cependant, R' Schwab a par la suite retiré cette suggestion pour de nombreuses raisons[13]:281-285[14],[15]:67–68, 93.
- Une solution alternative suggère que les sages étaient préoccupés par l'acceptation de la Michna. Il existait une tradition rabbinique selon laquelle l'an 4000 marquait la fin de "l'ère de la Torah". Les auteurs de l'article Ḥakirah ont proposé aux Sages d'organiser la chronologie de manière que la rédaction de la Michna coïncide avec cette date et ait ainsi de meilleures chances d'être acceptée[15]:67–115.

#### Critiques de la datation séculière
Des tentatives ont été faites pour réinterpréter les preuves historiques afin de les mettre en accord avec la tradition rabbinique (voir Excursus: la tradition rabbinique, ci-dessous), mais cette approche est problématique.
La réinterprétation des sources grecque, babylonienne et perse nécessaire pour appuyer la datation traditionnelle n’a été réalisée que partiellement et n’a pas encore été réalisée dans son intégralité
Des problèmes similaires font face à d’autres tentatives de révision de la datation séculière (tels que celles de Peter James (en) et David Rohl) et la grande majorité des chercheurs rejettent de telles approches.
Où et comment le différentiel entre les calendriers grégorien ou julien est pris en compte, reste un autre argument.

## Voir également
- Chronologie de la Bible
- Cosmologie biblique
- Chronologie du Proche-Orient ancien
- Chronologie de Babylone et d'Assyrie (en)
- Histoire de l'ancien Israël et de Juda
- Période intertestamentaire
- Chronologie d'Ussher